# Geversche
Geversche
(anche Gerverske, in croato Đevrske, serbo Ђеврске) è una frazione del comune croato di Chistagne.